# Jimmy Murrison

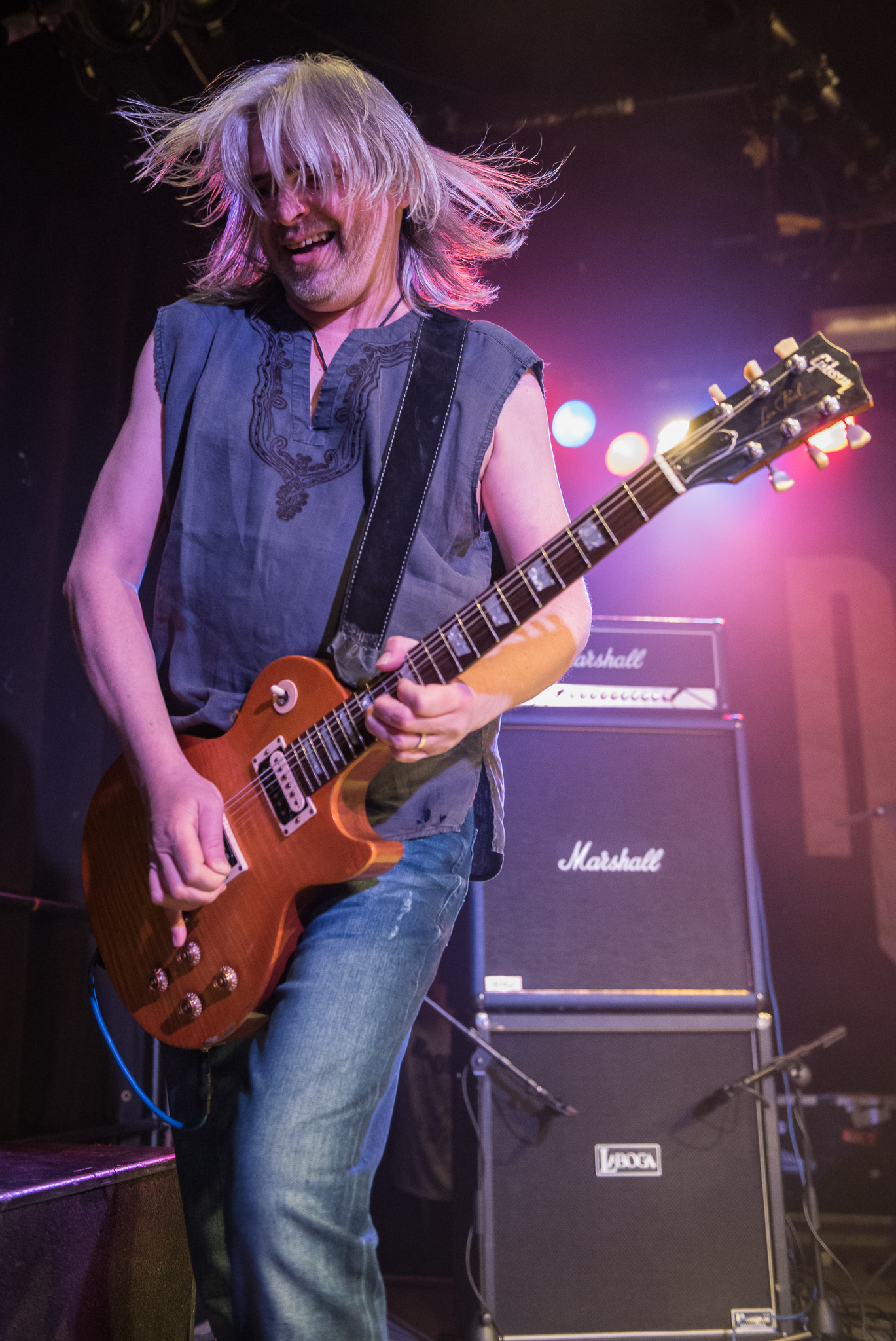
Jimmy Murrison (2016)

Jimmy Murrison (nacido el 8 de noviembre de 1964, Escocia) es un guitarrista, miembro de la banda de rock Nazareth.

## Biografía
Nació en Aberdeen, Escocia. Murrison también estuvo en la banda Doggieland Trouble In  antes de aceptar la invitación para unirse a Nazareth en 1994, de la cual reemplazo a Billy Rankin. Se convirtió en miembro permanente como guitarrista. 
Murrison ha estado con Nazareth durante más de quince años, convirtiéndose en el grupo de la segunda banda de rock más larga de su vida como el guitarrista, después de Manny Charlton entre los años (1968-1990).